# Glenea nympha
Glenea nympha là một loài bọ cánh cứng trong họ Cerambycidae.